# Centrale di tiro

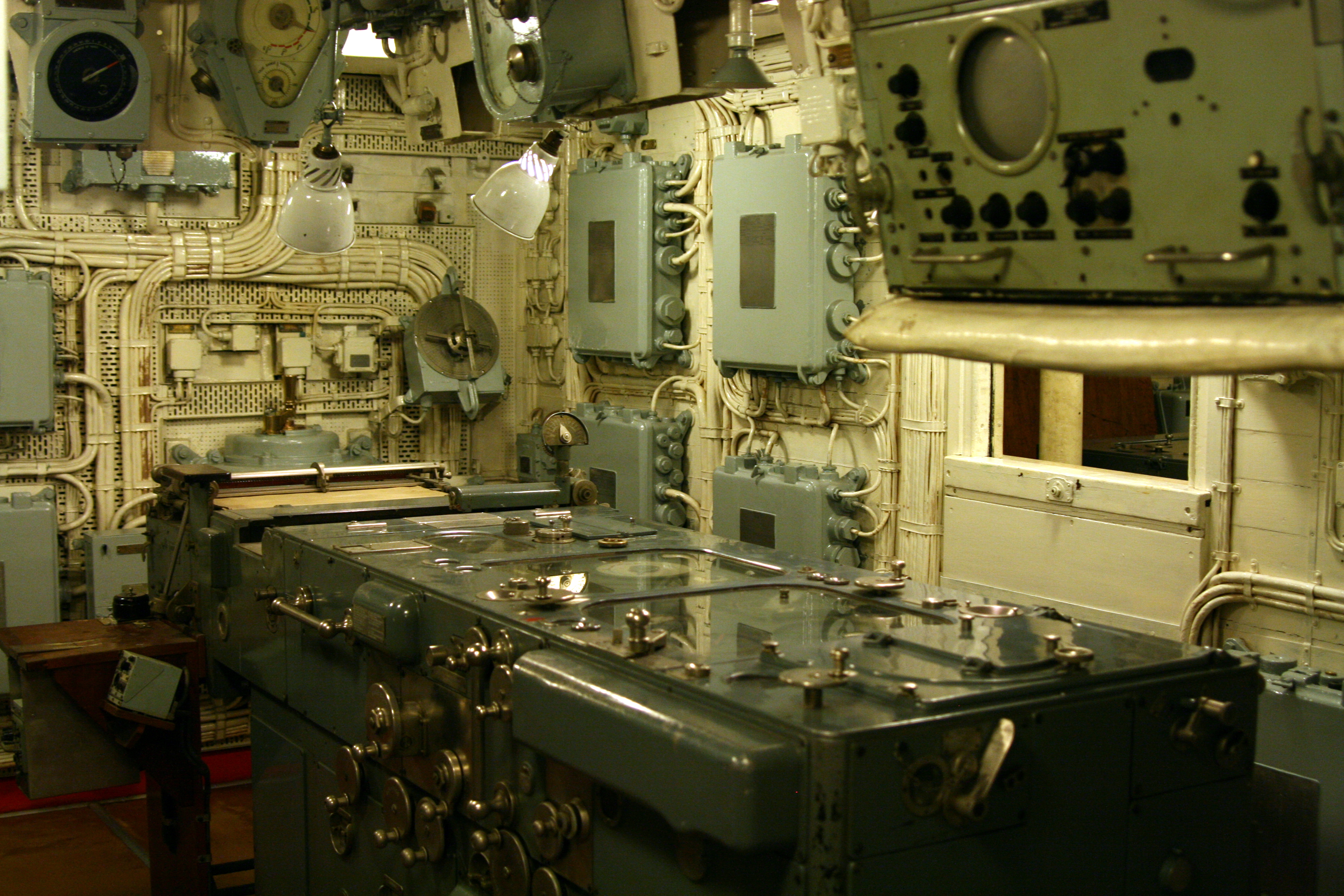
Centrale di tiro Admiralty Fire Control Table Mk VI della nave museo HMS Belfast, costruita dalla ditta Elliott Bros

La centrale di tiro era un apparecchio elettromeccanico per il controllo simultaneo del tiro delle batterie di una nave da battaglia.

## Storia

### Gran Bretagna

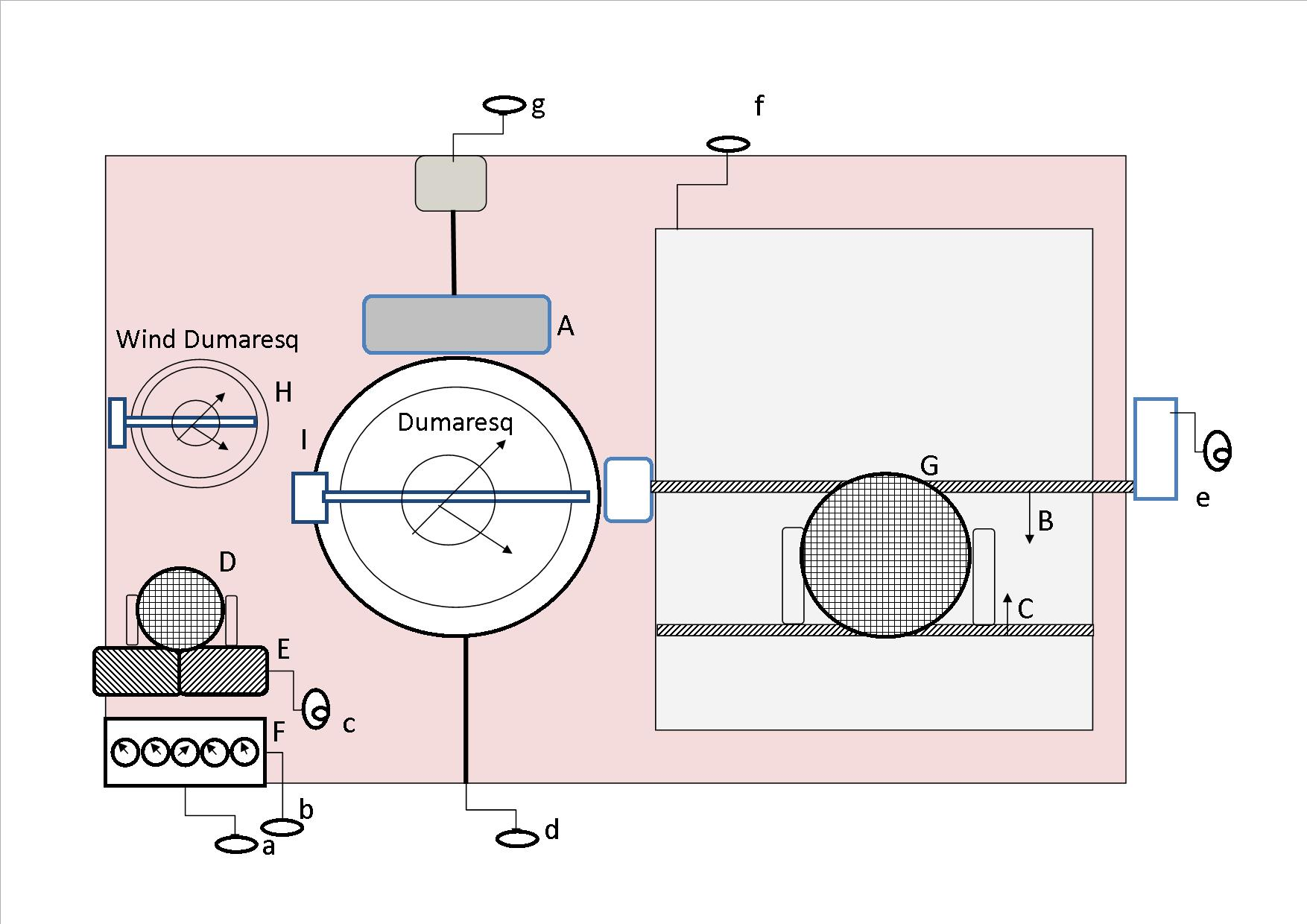
Schema della Dreyer table Mark III. Legenda: A motore elettrico, B pennino che traccia la linea delle gittate previste, C pennino che traccia la linea delle gittate inviate ai cannoni, D reticolo sul rullo del brandeggio, E rullo del brandeggio, F totalizzatore degli angoli di deflessione, G reticolo della tavola telemetrica, H wind Dumaresq, I Dumaresq principale. Il dispositivo veniva azionato da otto addetti che agivano sulle seguenti manovelle: a trasmissione della deflessione, b regolazione della deflessione, c brandeggio, d deflessione sul Dumaresq, e correttore caduta salve, f regolazione gittata, g azionamento manuale d'emergenza.

L'importanza delle centrali di tiro andò via via aumentando col crescere delle distanze di combattimento e con l'affermarsi della necessità di portare all'interno della nave, in posizione ben protetta, tutti gli organi per la direzione del tiro che non avevano bisogno di una visuale sopraelevata. 
La prima centrale di tiro, adottata dalla Royal Navy nel 1912, era la Dreyer table, uno strumento che integrava, disposti su di un banco di lavoro, un calcolatore analogico della distanza vettoriale del bersaglio (il Dumaresq), un tracciatore semi-automatico del diagramma di rilevamento e di previsione della rotta del bersaglio, un integratore analogico della gittata (il Vickers range clock) ed, infine, un trasmettitore della soluzione di tiro alle batterie.
La prima versione marinizzata della Dreyer table, la Mk III, venne installata sulla HMS Monarch nel 1912, lo stesso anno l'Ammiragliato britannico la adottò ufficialmente nella versione di produzione Mark IV. L'apparecchio fu via via installato su tutte le navi della linea britannica: all'epoca della battaglia dello Jutland (maggio 1916) solo, forse, la HMS Agincourt non era ancora dotata di una Dreyer table; nello stesso anno iniziò l'installazione sugli incrociatori.
Nel 1916, sul monitore HMS General Crauford fu installato un sistema girostabilizzato di puntamento, denominato GDT (Gyro Director Training) che trasmetteva direttamente alla Dreyer table l'angolo di brandeggio e permetteva di continuare il fuoco, anche se per breve tempo, anche se il bersaglio veniva momentaneamente oscurato.
L'ultima versione introdotta prima della fine della guerra fu la Mark V installata nel 1917 sulla HMS Ramilles e sulla HMS Hood con l'integrazione del GDT e dell'apparecchio di punteria generale. La Hood si affidò alla Dreyer table Mark V, per il controllo delle batterie principali, fino al suo affondamento nella battaglia dello stretto di Danimarca nel 1941.
Nel 1919 la Royal Navy istituì una commissione per studiare e proporre un sostituto della Dreyer Table ritenuta obsoleta. Dopo le prove fatte nel 1922 sulla HMS Repulse, la prima versione della Admiralty Fire Control Table, la Mk I, fu installata sulle navi da battaglia della classe Nelson alla fine del 1925. La Admiralty Fire Control Table si componeva di tre sistemi interconnessi, la centrale di tiro, la stazione di direzione di tiro (director control tower) montata su di una torretta girevole e la sezione di trasmissione dei dati.

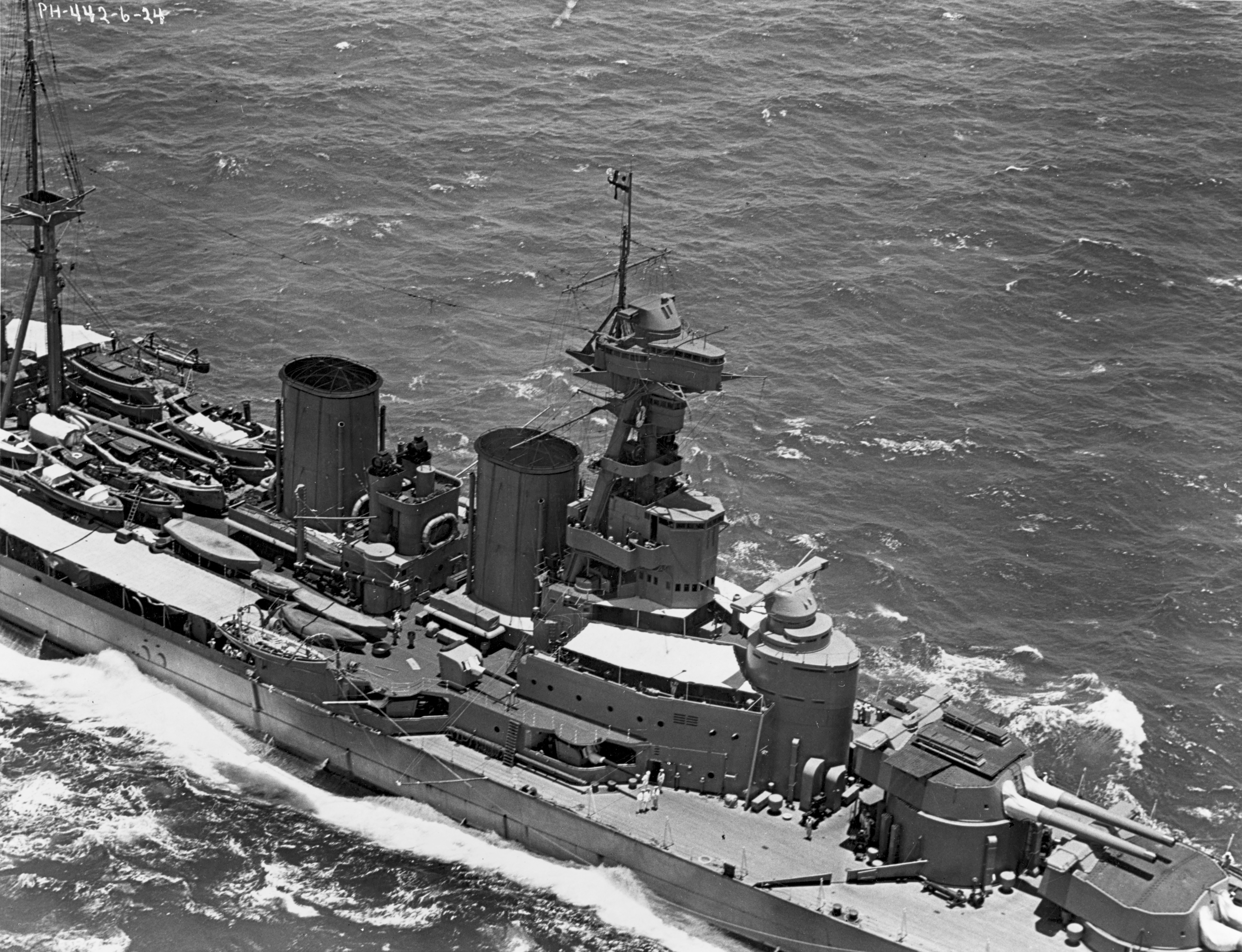
Vista dall'alto della Hood nel 1924: dietro le due torrette anteriori è ben visibile la stazione di tiro principale sormontata dal telemetro e la stazione secondaria, in cima all'albero tripode.

La stazione di direzione di tiro (SDT), provata sull'incrociatore HMS Enterprise nel 1926, integrava l'apparecchio di punteria generale (APG) con la torre dei telemetri, risolvendo il problema della definizione del bersaglio tra i telemetri e l'APG.
La trasmissione dei dati avveniva attraverso due sistemi a corrente continua, uno basato su un rotore dotato di sei magneti permanenti, ed un altro che utilizzava dei motori elettrici in costante movimento che potevano essere innestati o disinnestati a distanza.
Nel 1942 fu installata la versione più evoluta delle centrali di tiro elettromeccaniche sull'ultima corazzata della storia, la HMS Vanguard: la Admiralty Fire Control Table Mk 10. La nuova centrale di tiro permetteva di valutare la variazione della rotta e velocità del bersaglio nel tempo, dati che i modelli precedenti dovevano considerare costanti per un intervallo discreto di tempo e permetteva di considerare una rotta curva del bersaglio. Fu la prima centrale di tiro ad essere integrata con un radar di tiro, il Type 274, mantenendo i telemetri come riserva.

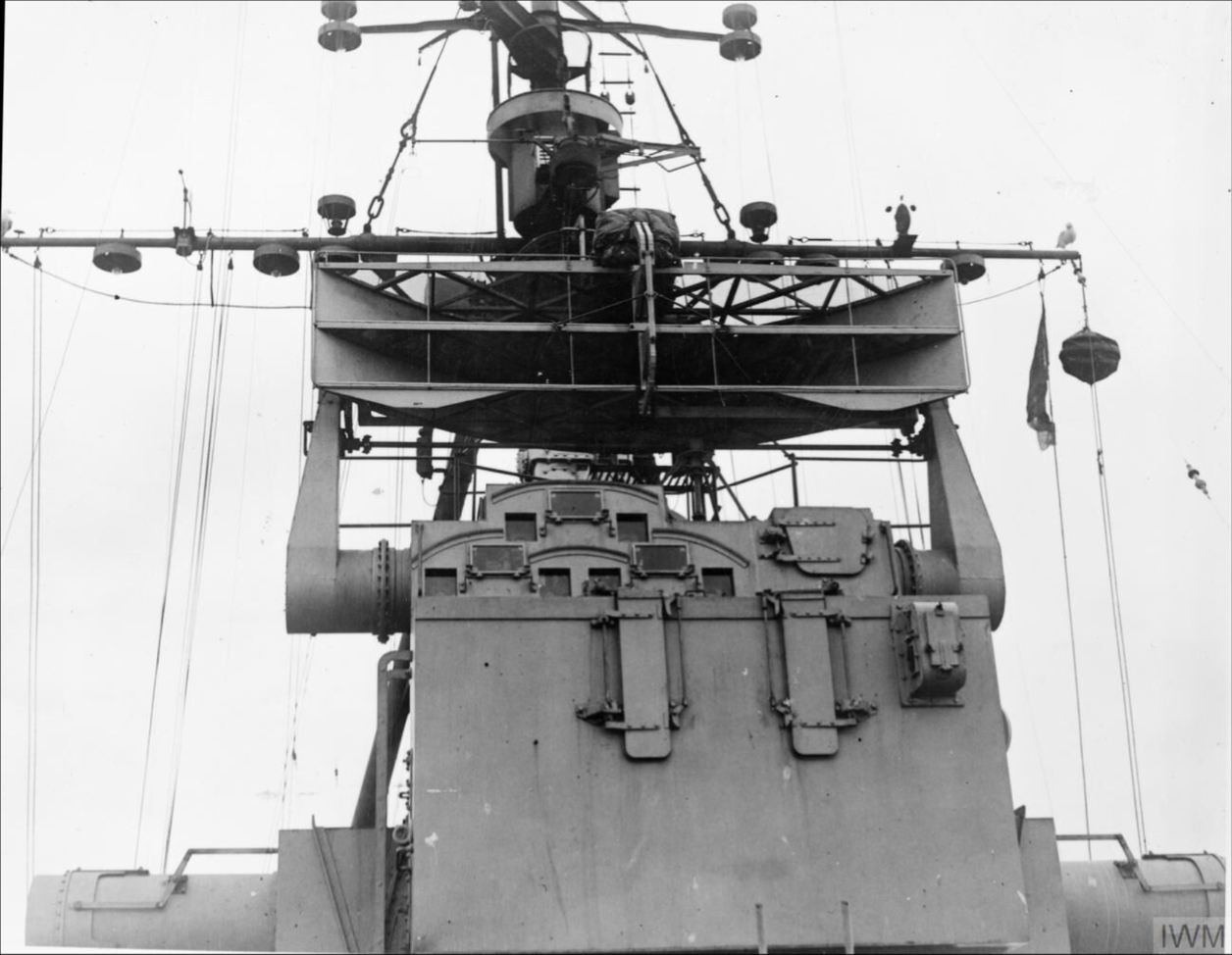
Stazione di controllo del tiro equipaggiata con il radar Type 274 sulla HMS Swiftsure

### Stati Uniti

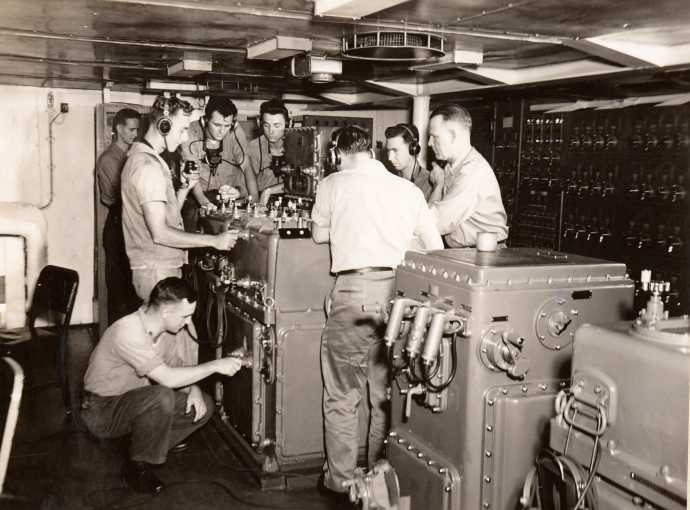
La centrale di tiro Ford Mk 1, in primo piano i tre comandi di sparo: il primo suona un allarme per avvisare l'imminente fuoco, il secondo fornisce il comando di sparo alle armi secondo la soluzione di tiro fornita dalla centrale, il terzo aziona il comando di sparo in modalità manuale.

I primi tavoli di previsione (plotting board), privi di automatismi, furono installati nel 1908, il primo apparecchio di punteria generale (directorscope) fu installato nel 1913 sulla USS Delaware. Nel gennaio del 1918 fu adottato la prima centrale di tiro, il Ford range-keeper Mk I, della Ford Instrument Company di H.C. Ford dopo le prove effettuate nel 1916 sulla USS Texas. Dopo la prima guerra mondiale anche la US Navy riunì una commissione per il miglioramento dei sistemi di tiro, la fire-control board del 1919. Il risultato fu il Ford range-keeper Mk X installato sulle navi della classe Tennessee  varate lo stesso anno.
Durante la guerra non ci furono miglioramenti alle centrali di tiro, i principali aggiornamenti furono l'introduzione del radar di scoperta e puntamento ed il loro continuo miglioramento.

### Italia
La prima versione italiana della Dreyer table britannica fu il tavolo previsore del 1917 di analoghe prestazioni alle prime versioni della Dreyer table. 
La prima centrale di tiro introdotta in servizio dalla Regia Marina fu la "Centrale Salvagnini", di derivazione francese, installata nel 1919 sulla nave da battaglia Conte di Cavour. Installata all'interno della camera di previsione, un locale posto al di sotto del ponte corazzato in corrispondenza con la torre di comando che ospitava la plancia e la timoneria della nave. Ben presto detta centrale si rivelò poco efficace per l'eccessiva isteresi ed imprecisione. All'inizio degli anni trenta furono messe a punto nuove centrali di tiro realizzate dall'industria nazionale (Officine Galileo e la San Giorgio che aveva acquisito la ditta Girardelli nel 1929) sulla base degli studi e dei progetti condotti da Carlo Bergamini e Vincenzo de Feo. 
Nel 1928 il prototipo, denominato centrale di tiro Regia Marina tipo Borea, fu installato sulle cacciatorpediniere Borea e Turbine. Nel 1930 fu installata la prima Centrale di Tiro Regia Marina 1ª versione sugli esploratori della classe Leone costruita dalla San Giorgio, successivamente furono affidate altre commesse alle ditte sopracitate e all'O.L.A.P. (officine lombarde apparecchi di precisione, succursale della Simens tedesca) per i cacciatorpediniere Nembo, Euro, Aquilone e Turbine e per gli incrociatori Pola e Fiume.
Nel periodo tra il 1931 ed il 1937 le centrali Regia Marina furono aggiornate implementando un sistema di calcolo del vettore del moto del bersaglio più stabile nel tempo, l'adozione di un tavolo di previsione e la possibilità di effettuare il tiro contro un bersaglio momentaneamente oscurato.
Questo nuovo tipo di centrale di tiro fu chiamato "Regia Marina". Le centrali di tiro tipo "Regia Marina" furono prodotte in quattro differenti versioni:
- Centrali di tipo 1 per la condotta dei grossi calibri degli incrociatori;
- Centrali di tipo 2 per la condotta dei medi calibri sulle navi maggiori e sui cacciatorpediniere (per questi ultimi tipo 2 modificato);
- Centrali di tipo 3 (centrale ridotta) posizionate all'interno delle torri di grosso calibro per la condotta del tiro nel caso di mancato collegamento con la centrale (tiro d'emergenza);
- Centrali di tipo 4 per la condotta dei grossi calibri delle corazzate classe Littorio.[18]

Una centrale di tiro Galileo, appartenuta alla corazzata Vittorio Veneto (1937), è conservata nel Museo tecnico navale della Spezia.

### Germania

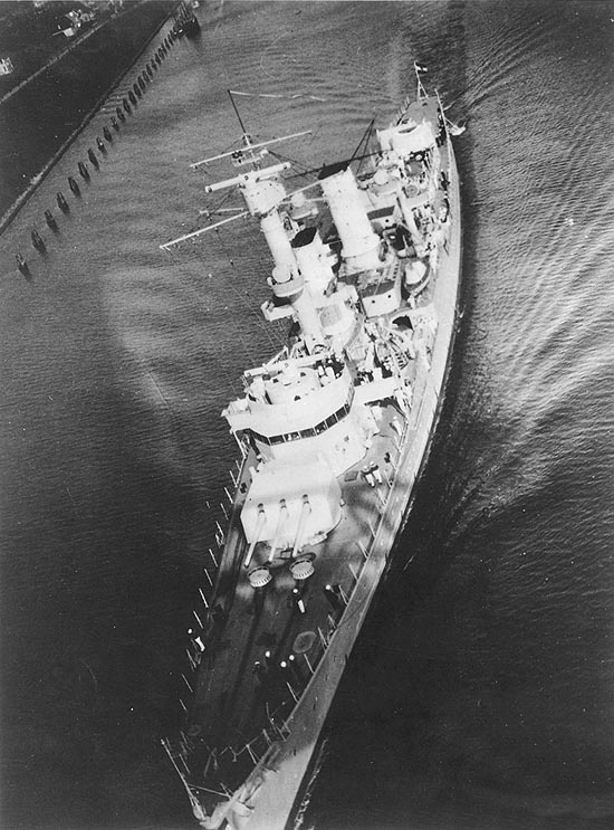
Vista dall'alto dell'incrociatore Köln, ben visibili la stazione di direzione del tiro principale, sormontata dal suo telemetro e quella secondaria, in cima all'albero.

La marina tedesca non mostrò interesse per un apparecchio che mantenesse traccia della rotta del bersaglio e non installò un dispositivo integrato come la centrale di tiro fino al primo dopoguerra. Il primo apparecchio integrato fu sviluppato, a partire dal 1926, dalla ditta olandese Hazemeyer che forniva una facciata alle ditte tedesche impossibilitate a sviluppare armamenti per gli obblighi del trattato di Versailles. L'apparecchio, denominato Schuss-vertrechner C/30 (calcolatore del valore di tiro) fu installato sugli incrociatori della classe K nel 1930. La versione C/35 fu installata, nel 1935, sulla Scharnhorst, l'ultima versione del 1938, la C/38, fu installata sulla Bismarck. Le centrali tedesche mostravano una disposizione dei comandi simile a quella della centrale Regia Marina, probabilmente per la presentazione della stessa fatta nel 1931 alle autorità tedesche.